# Восток запада
«Восток запада» (англ. East of West) — серия комиксов, которую в 2013—2019 годах издавала компания Image Comics.

## Синопсис
Действие происходит в антиутопической Америке в 2064 году. Группа из четырёх людей (Всадники Апокалипсиса) попытались убить президента.

### Выпуски
| №  | Дата выхода      | Оценка на Comic Book Roundup    | Предполагаемый объём продаж (первый месяц) |
| -- | ---------------- | ------------------------------- | ------------------------------------------ |
| 1  | 27 марта 2013    | 9 из 10 на основе 25 рецензий   | 49 518, позиция в Северной Америке — 35    |
| 2  | 24 апреля 2013   | 9 из 10 на основе 13 рецензий   | 41 838, позиция в Северной Америке — 46    |
| 3  | 5 июня 2013      | 9,1 из 10 на основе 10 рецензий | 39 441, позиция в Северной Америке — 54    |
| 4  | 10 июля 2013     | 8,5 из 10 на основе 12 рецензий | 43 228, позиция в Северной Америке — 42    |
| 5  | 14 августа 2013  | 8,5 из 10 на основе 13 рецензий | 36 345, позиция в Северной Америке — 51    |
| 6  | 25 сентября 2013 | 8,7 из 10 на основе 11 рецензий | 33 381, позиция в Северной Америке — 77    |
| 7  | 6 ноября 2013    | 8,4 из 10 на основе 13 рецензий | 32 889, позиция в Северной Америке — 63    |
| 8  | 18 декабря 2013  | 8,3 из 10 на основе 11 рецензий | 31 059, позиция в Северной Америке — 62    |
| 9  | 29 января 2014   | 8,8 из 10 на основе 12 рецензий | 29 885, позиция в Северной Америке — 70    |
| 10 | 12 марта 2014    | 9,1 из 10 на основе 11 рецензий | 28 853, позиция в Северной Америке — 72    |
| 11 | 9 апреля 2014    | 7,9 из 10 на основе 9 рецензий  | 28 090, позиция в Северной Америке — 77    |
| 12 | 21 мая 2014      | 8,6 из 10 на основе 8 рецензий  | 27 056, позиция в Северной Америке — 83    |
| 13 | 2 июля 2014      | 8,2 из 10 на основе 10 рецензий | 26 531, позиция в Северной Америке — 107   |
| 14 | 30 июля 2014     | 7,3 из 10 на основе 5 рецензий  | 26 361, позиция в Северной Америке — 109   |
| 15 | 10 сентября 2014 | 9,1 из 10 на основе 11 рецензий | 25 593, позиция в Северной Америке — 101   |
| 16 | 31 декабря 2014  | 8,9 из 10 на основе 8 рецензий  | 35 920, позиция в Северной Америке — 56    |
| 17 | 4 февраля 2015   | 7,9 из 10 на основе 7 рецензий  | 23 482, позиция в Северной Америке — 95    |
| 18 | 11 марта 2015    | 8,3 из 10 на основе 8 рецензий  | 23 080, позиция в Северной Америке — 102   |
| 19 | 13 мая 2015      | 8,8 из 10 на основе 5 рецензий  | 22 482, позиция в Северной Америке — 111   |
| 20 | 26 августа 2015  | 7,9 из 10 на основе 4 рецензий  | 21 778, позиция в Северной Америке — 110   |
| 21 | 14 октября 2015  | 8 из 10 на основе 3 рецензий    | 21 075, позиция в Северной Америке — 110   |
| 22 | 2 декабря 2015   | 9,5 из 10 на основе 7 рецензий  | 19 867, позиция в Северной Америке — 139   |
| 23 | 30 декабря 2015  | 8,6 из 10 на основе 4 рецензий  | 19 184, позиция в Северной Америке — 140   |
| 24 | 27 января 2016   | 8,4 из 10 на основе 4 рецензий  | 18 460, позиция в Северной Америке — 124   |
| 25 | 20 апреля 2016   | 7,9 из 10 на основе 2 рецензий  | 19 297, позиция в Северной Америке — 109   |
| 26 | 25 мая 2016      | 8,4 из 10 на основе 5 рецензий  | 17 645, позиция в Северной Америке — 110   |
| 27 | 29 июня 2016     | 7,4 из 10 на основе 5 рецензий  | 18 146, позиция в Северной Америке — 122   |
| 28 | 27 июля 2016     | 7,1 из 10 на основе 3 рецензий  | 17 019, позиция в Северной Америке — 134   |
| 29 | 31 августа 2016  | 8,6 из 10 на основе 4 рецензий  | 16 613, позиция в Северной Америке — 148   |
| 30 | 28 декабря 2016  | 8,9 из 10 на основе 2 рецензий  | 15 635, позиция в Северной Америке — 142   |
| 31 | 8 февраля 2017   | 9,2 из 10 на основе 2 рецензий  | 16 964, позиция в Северной Америке — 130   |
| 32 | 15 марта 2017    | 8,7 из 10 на основе 2 рецензий  | 16 281, позиция в Северной Америке — 142   |
| 33 | 24 мая 2017      | 9,4 из 10 на основе 5 рецензий  | 14 511, позиция в Северной Америке — 161   |
| 34 | 2 августа 2017   | 9,2 из 10 на основе 5 рецензий  | 15 117, позиция в Северной Америке — 139   |
| 35 | 15 ноября 2017   | 8,8 из 10 на основе 2 рецензий  | 13 478, позиция в Северной Америке — 145   |
| 36 | 7 марта 2018     | 8,8 из 10 на основе 2 рецензий  | 13 794, позиция в Северной Америке — 144   |
| 37 | 2 мая 2018       | 7,5 из 10 на основе 3 рецензий  | 12 603, позиция в Северной Америке — 162   |
| 38 | 18 июля 2018     | 8,7 из 10 на основе 3 рецензий  | 11 699, позиция в Северной Америке — 160   |
| 39 | 17 октября 2018  | 8,5 из 10 на основе 3 рецензий  | 11 783, позиция в Северной Америке — 206   |
| 40 | 21 ноября 2018   | 7,8 из 10 на основе 3 рецензий  | 12 348, позиция в Северной Америке — 144   |
| 41 | 20 февраля 2019  | 7,2 из 10 на основе 3 рецензий  | 11 350, позиция в Северной Америке — 147   |
| 42 | 17 апреля 2019   | 8,5 из 10 на основе 4 рецензий  | 10 976, позиция в Северной Америке — 165   |
| 43 | 9 октября 2019   | 8,5 из 10 на основе 2 рецензий  | 10 740, позиция в Северной Америке — 214   |
| 44 | 27 ноября 2019   | 9,9 из 10 на основе 3 рецензий  | 10 777, позиция в Северной Америке — 174   |
| 45 | 25 декабря 2019  | 9,9 из 10 на основе 4 рецензий  | 10 544, позиция в Северной Америке — 165   |

### Ваншоты
| Название                | Дата выхода     | Оценка на Comic Book Roundup   | Предполагаемый объём продаж (первый месяц) |
| ----------------------- | --------------- | ------------------------------ | ------------------------------------------ |
| East of West: The World | 10 декабря 2014 | 7,9 из 10 на основе 7 рецензий | 23 617, позиция в Северной Америке — 110   |

### Сборники
| Название                                  | Тип              | Дата выхода      | Собранный материал              | ISBN           | Предполагаемый объём продаж (первый месяц) |
| ----------------------------------------- | ---------------- | ---------------- | ------------------------------- | -------------- | ------------------------------------------ |
| East of West, Volume 1: The Promise       | Мягкая обложка   | 11 сентября 2013 | East of West #1-5               | 978-1607067702 | 9 258, позиция в Северной Америке — 1      |
| East of West, Volume 2: We Are All One    | Мягкая обложка   | 9 апреля 2014    | East of West #6-10              | 978-1607068556 | 8 196, позиция в Северной Америке — 3      |
| East of West, Volume 3: There Is No Us    | Мягкая обложка   | 8 октября 2014   | East of West #11-15             | 978-1632151148 | 7 340, позиция в Северной Америке — 4      |
| East of West, Volume 4: Who Wants War?    | Мягкая обложка   | 10 июня 2015     | East of West #16-19 + The World | 978-1632153814 | 7 306, позиция в Северной Америке — 3      |
| East of West: The Apocalypse: Year One    | Твёрдый переплёт | 8 июля 2015      | East of West #1-15              | 978-1632154309 | 1 895, позиция в Северной Америке — 48     |
| East of West, Volume 5: All These Secrets | Мягкая обложка   | 30 марта 2016    | East of West #20-24             | 978-1632156808 | 5 539, позиция в Северной Америке — 7      |
| East of West, Volume 6                    | Мягкая обложка   | 26 октября 2016  | East of West #25-29             | 978-1632158796 | 5 605, позиция в Северной Америке — 3      |
| East of West: The Apocalypse: Year Two    | Твёрдый переплёт | 22 марта 2017    | East of West #16-29             | 978-1534300590 | 1 185, позиция в Северной Америке — 96     |
| East of West, Volume 7                    | Мягкая обложка   | 20 сентября 2017 | East of West #30-34             | 978-1534302143 | 5 218, позиция в Северной Америке — 4      |
| East of West, Volume 8                    | Мягкая обложка   | 15 августа 2018  | East of West #35-38             | 978-1534305564 | 4 523, позиция в Северной Америке — 3      |
| East of West, Volume 9                    | Мягкая обложка   | 22 мая 2019      | East of West #39-42             | 978-1534308633 | 4 112, позиция в Северной Америке — 5      |
| East of West, Volume 10                   | Мягкая обложка   | 22 июля 2020     | East of West #43-45             | 978-1534313422 | н/д                                        |
| East of West: The Apocalypse: Year Three  | Твёрдый переплёт | 18 ноября 2020   | East of West #30-45             | 978-1534314993 | н/д                                        |

## Отзывы
На сайте Comic Book Roundup серия имеет оценку 8,5 из 10 на основе 291 рецензии. Джошуа Йел из IGN дал первому выпуску 8 баллов из 10 и подметил, что «все персонажи [художника] Драготты уникальны и колоритны». Грег Макэлхаттон из Comic Book Resources, обозревая дебют, посчитал, что «у комикса очень сильное начало». Роберт Бернстайн из Den of Geek поставил первому выпуску 9 баллов из 10 и похвалил колориста. Его коллега Джим Дандено включил серию в топ лучших комиксов 2017 года на 14 место и отмечал «плотность сюжета», а также назвал рисунки Ника Драготты «ошеломляющими». Дэвив Пепос из Newsarama дал дебюту оценку 8 из 10 и написал, что самой сильной стороной комикса является художественная часть. Ник Ганновер из Comics Bulletin поставил первому выпуску 4 звезды из 5 и также похвалил художников. Оливер Сава из The A.V. Club, обозревая пятый выпуск, похвалил дизайн персонажей. Чейз Магнетт из ComicBook.com, рассматривая 39 выпуск, подчёркивал, что «как следует из названия серии, это история, построенная на противоречиях и дихотомиях». Рецензируя финал, он написал, что «East of West #45 обеспечивает серии место в пантеоне превосходных оригинальных эпических комиксов». Ибрагим Аль Сабахи из «Канобу» говорил, что «East of West — это запоминающийся комикс с эпичной историей, яркими персонажами и необычным сеттингом, сочетающий многое из разных жанров», но посчитал, что его «финал получился каким-то простым», подумав, что создатель устал к тому моменту. Хью Армитидж из Digital Spy включил серию в топ лучших комиксов 2013 года и назвал её «мрачной» и «таинственной».

### Награды и номинации
| Год  | Награда            | Категория                  | Результат | Пр.             |
| ---- | ------------------ | -------------------------- | --------- | --------------- |
| 2013 | Diamond Gem Awards | Best New Comic Book Series | Победа    | [ 172 ]         |
| 2014 | Премия Айснера     | Лучшая постоянная серия    | Номинация | [ 173 ] [ 174 ] |

## Сериал
В апреле 2018 года было объявлено, что Amazon Studios, Skybound Entertainment и Хикман будут разрабатывать сериал на основе комикса. Однако в 2019 году Хикман заявил, что сериал больше не разрабатывается для Amazon Prime Video.

### Комментарии
1. ↑  Русскоязычное название — «Восток запада. Книга 1: Обещание»[137].